# Грос-Квенштедт
Грос-Квенштедт (нім. Groß Quenstedt) — громада в Німеччині, розташована в землі Саксонія-Ангальт. Входить до складу району Гарц. Складова частина об'єднання громад Форарц.
Площа — 15,65 км2. Населення становить 874 ос. (станом на 31 грудня 2021).